# Hatebeak
A Hatebeak egy amerikai grindcore/death-metal együttes. 2003-ban alakultak meg Baltimore-ban. 
Jelenlegi tagok: Waldo, a papagáj, Blake Harrison és Mark Sloan. Ez a második olyan zenei társulat, amelyben egy állat az énekes (a 2003-as megalakulású Caninus után). A zenekar nevezetes arról, hogy csak parodizálnak. A nevük is utalás a Hatebreed együttesre. Dalaikban több ismert zenekar dalait parodizálják (pl. Judas Priest, Iron Maiden stb.) Számaik címei is tele vannak híres zenekarok dalaik címeinek paródiáival, illetve szójátékokkal. 
A Hatebeak sosem turnézik, mondván, hogy nem akarják kínozni Waldót. Eddigi egyetlen stúdióalbumuk a 2015-ös "Number of the Beak", amelynek címe és borítója utalás az Iron Maiden "The Number of the Beast" című lemezére. Másik három albumuk megosztott (split) lemez, az egyiken a Caninusszal együtt játszottak.

## Diszkográfia
- The Number of the Beak (2015)

## Egyéb kiadványok
Split lemezek:
- Beak of Putrefaction (split lemez a Longmont Potion Castle-lel, 2004)
- Bird Seeds of Vengeance (split lemez a Caninusszal, 2005)
- The Thing That Should Not Beak (split lemez a Birdflesh-sel, 2007)
- Birdhouse By The Cemetary (split lemez a Boar Glue-val, 2018)